# 輝け!きらびやかなボクヒの人生
『輝け！きらびやかなボクヒの人生』（原題：きらびやかな私の人生（朝: 찬란한 내 인생））2020年韓国のテレビドラマ。2020年6月29日から2021年1月8日にかけてMBCで放送された。
両親を相次いで亡くし夫から離婚され2人の子供を育てトラックで移動販売業を営む女性が財閥の娘である事実を知り逆転する人生を描いた作品。

## 出演
- シム・イヨン[1]
- チン・イェソル
- チェ・ソンジェ
- ウォン・ギジュン

## スタッフ
- 演出：キム・ヨンミン
- 脚本：ソ・ジュン